# Überladung (Transport)

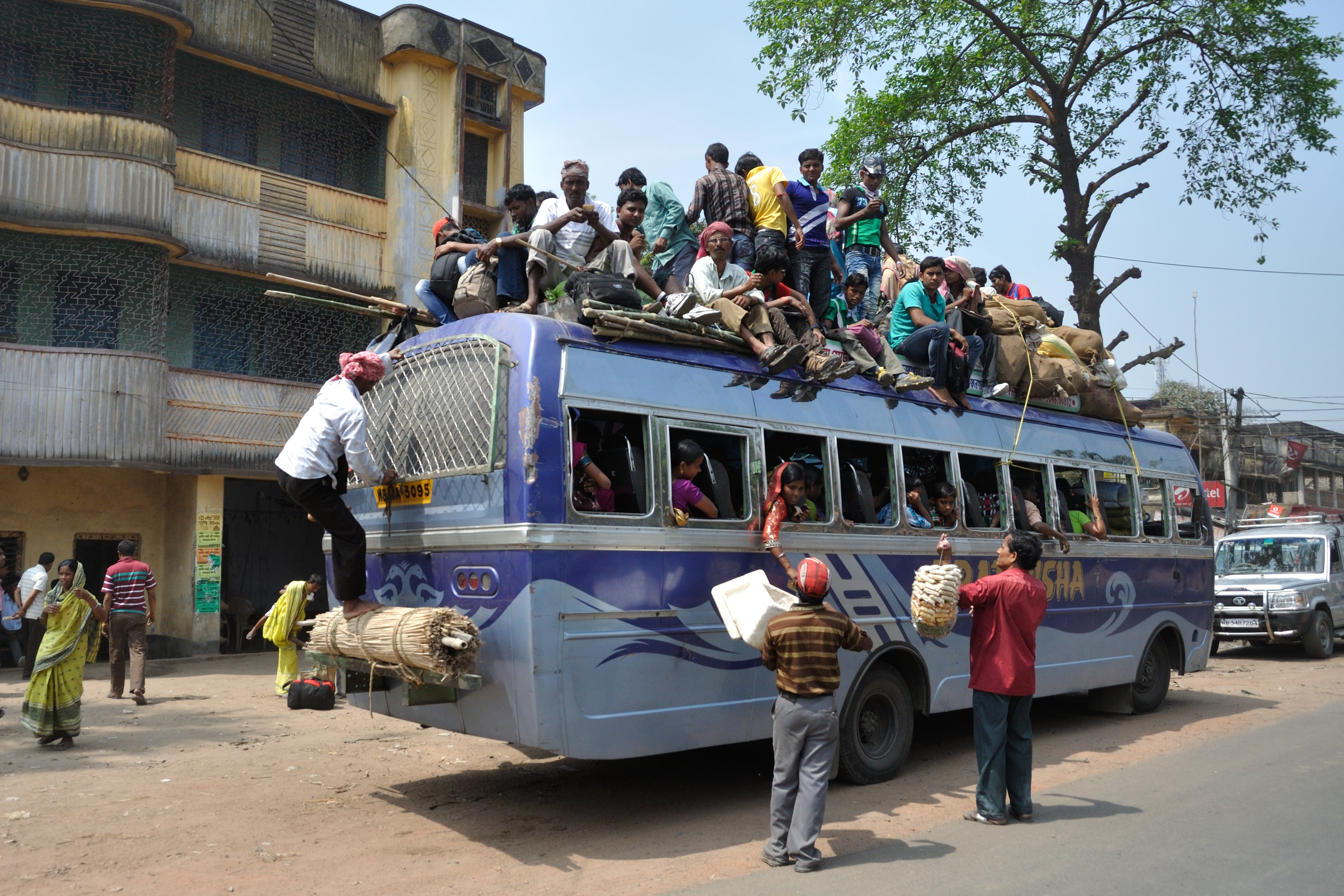
Überladener Linienbus in Indien (Distrikt Nadia, 2013)

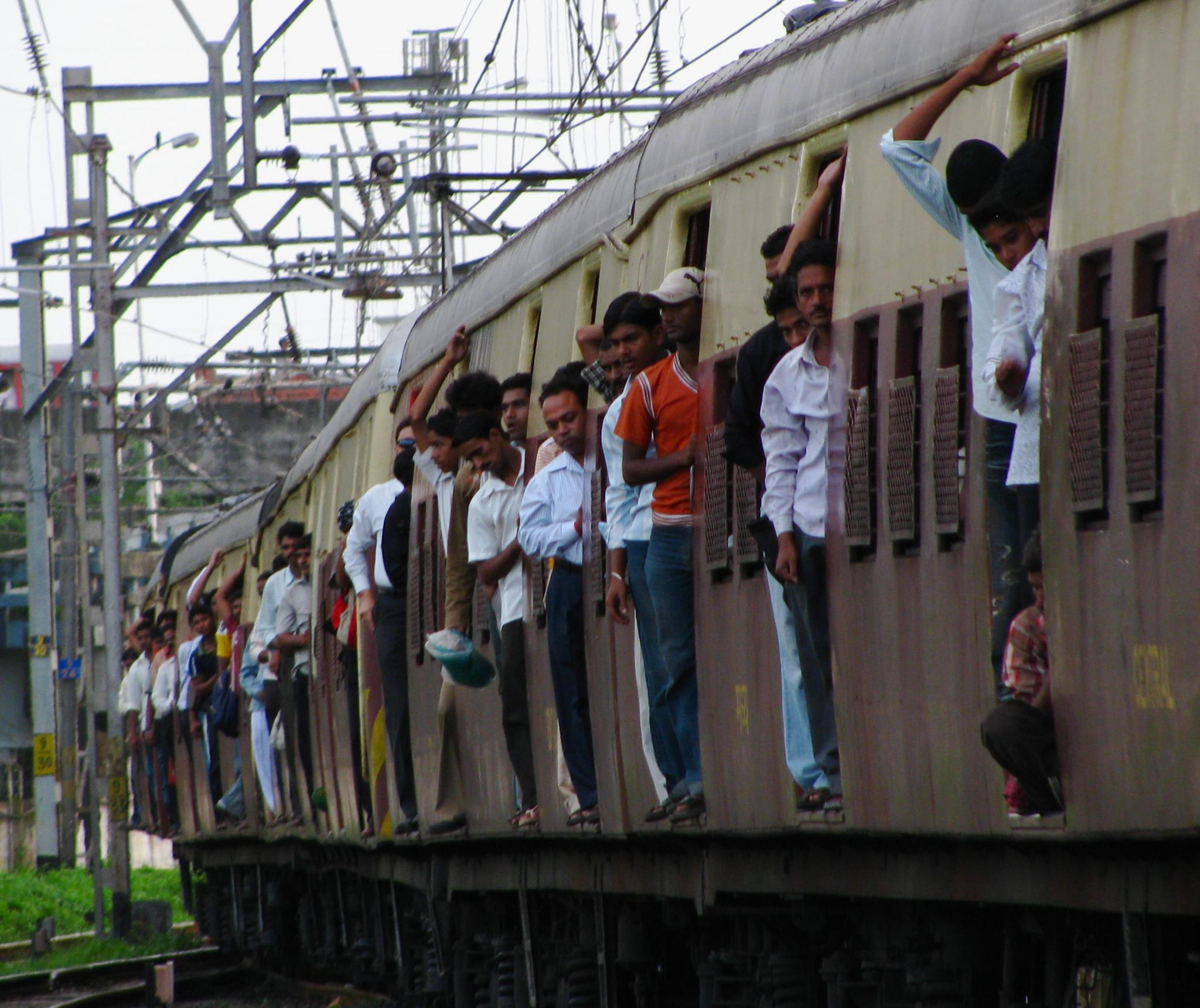
Überladener Pendlerzug in Indien (Mumbai, 2009)

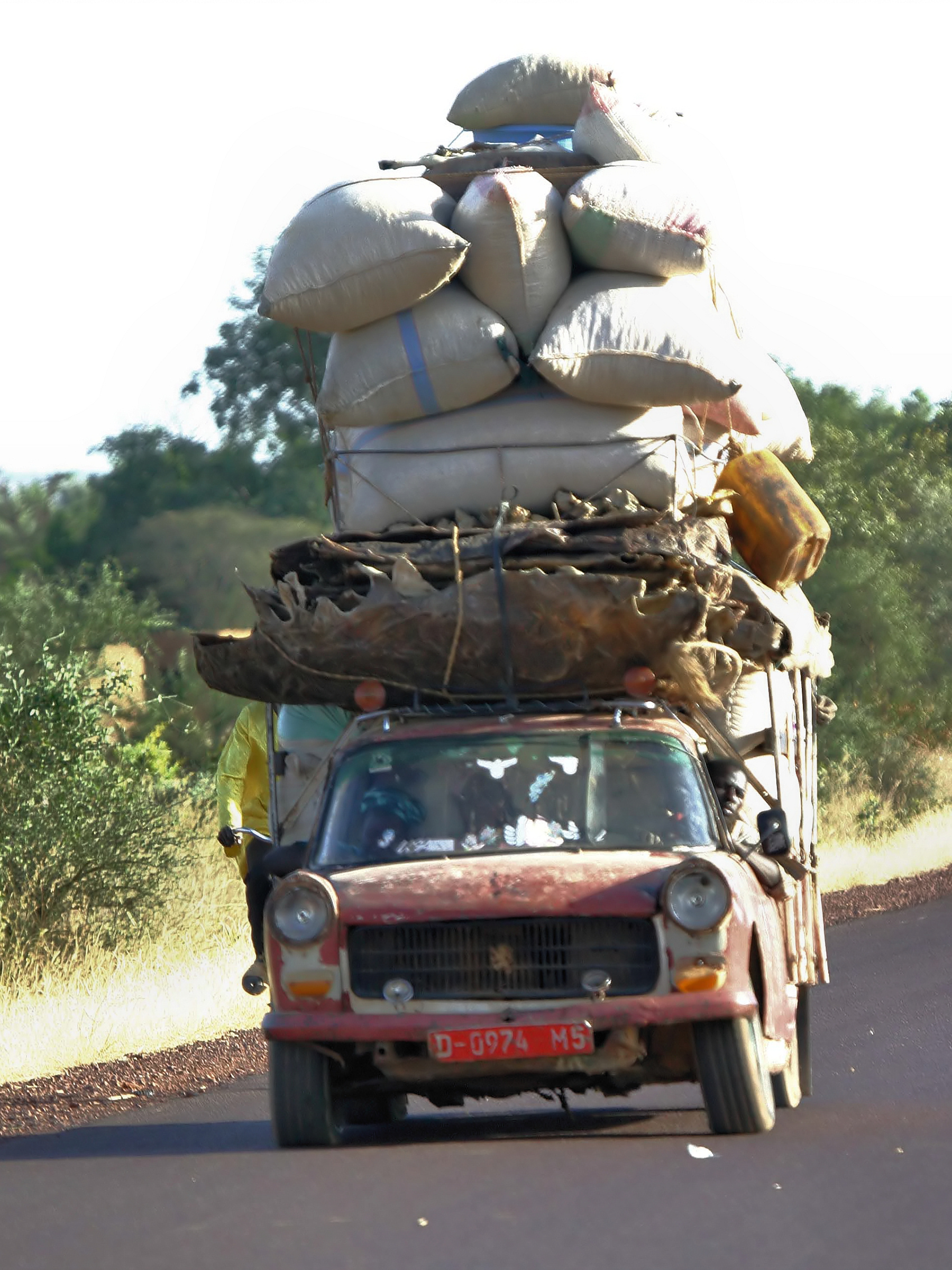
Überladener Peugeot 404 Pick-up in Mali (2006)

Eine Überladung liegt im Transportwesen und Verkehrswesen vor, wenn ein mit Personen und/oder Frachtgut beladenes Fahrzeug schwerer ist als sein zulässiges Gesamtgewicht. Eine Überladung ist sowohl im Personentransport als auch im Gütertransport möglich. Wird die maximal zulässige Sitzplatzkapazität (Personenverkehr) oder Nutzlast (Güterverkehr) überschritten, dann liegt eine Überladung des Transport- oder Verkehrsmittels vor. Dadurch ist die vorgesehene Funktionstüchtigkeit bzw. Verkehrssicherheit nicht mehr gewährleistet, und es entsteht ein Transportrisiko mit erhöhter Abnutzung und Unfallgefahr.

## Straßenverkehr

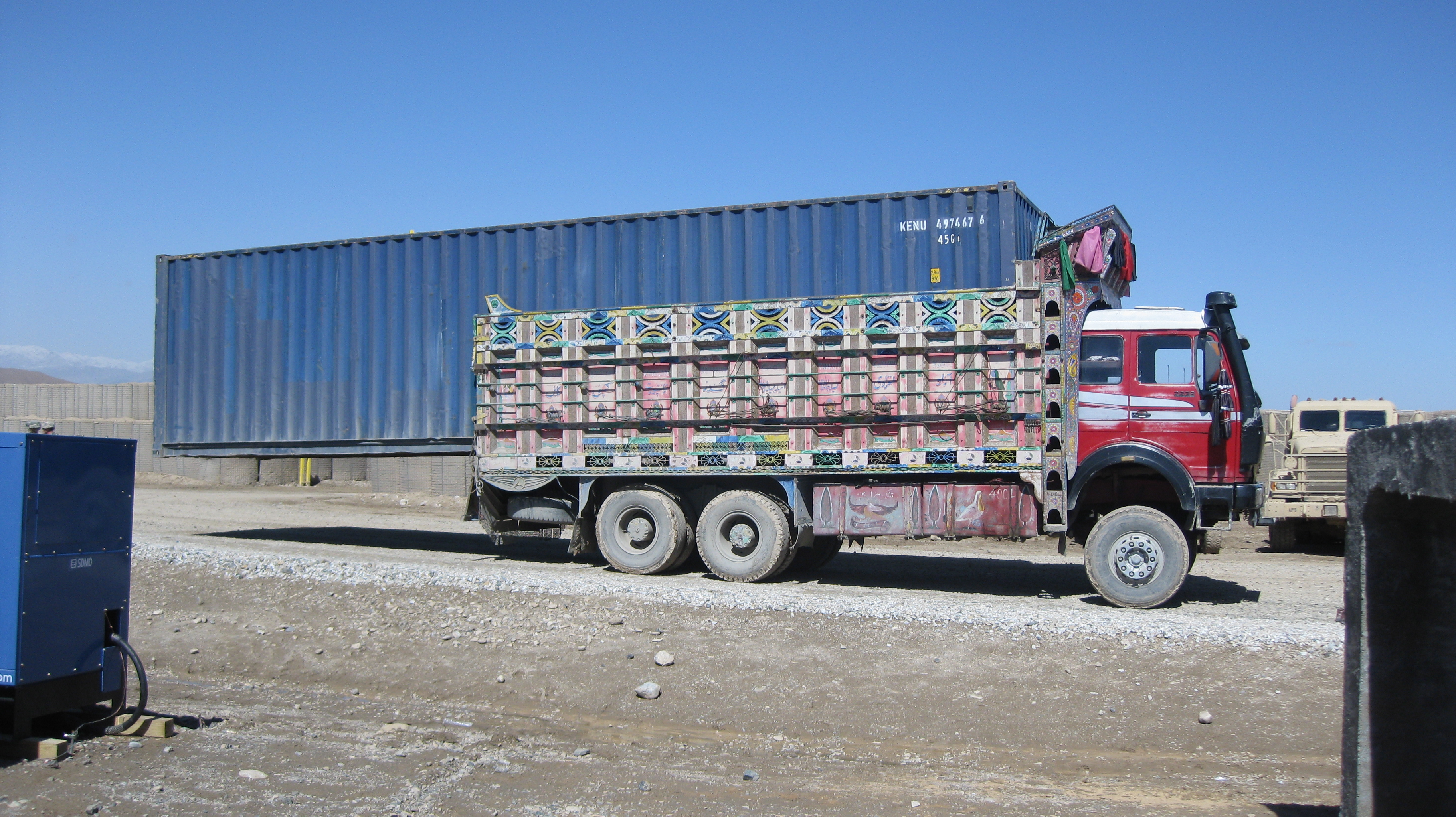
Mit einem zu langen Container überladener Mercedes-Benz SK in Afghanistan (2009)

Überladung werden als Verkehrsordnungswidrigkeit nach einem Bußgeldkatalog geahndet. Dabei wird nach Pkw, Anhängern und Lkw unterschieden. Bei Lkw ist der Katalog nach Fahrzeugführer und Fahrzeughalter differenziert.
Maßstab sind die zulässige Achslast und das zulässige Gesamtgewicht, die für die verschiedenen Fahrzeugtypen in § 34 StVZO abschließend aufgeführt sind. Werden sie überschritten, liegt eine Überladung vor. Die Überladung eines Fahrzeugs kann durch längeren Bremsweg und schlechteres Fahrverhalten zu einer Gefährdung anderer Verkehrsteilnehmer führen. Das Bundesamt für Güterverkehr (BAG) und die Polizei führen daher stichprobenartig Kontrollen durch. Bei erheblichen Verstößen wird eine Weiterfahrt nicht erlaubt und der Verantwortliche (bei Lkw der Frachtführer) muss seine Ladung so vermindern, dass das zulässige Gesamtgewicht nicht mehr überschritten wird. Bei gewerblichen Transporten muss dazu das Fahrzeug so lange stehenbleiben, bis die Umladung auf ein zweites Fahrzeug erfolgt ist. Die Kosten für diese Umladung hat der Frachtführer zu tragen. Er kann diese jedoch zivilrechtlich vom Verursacher zurückfordern.
Da es u. a. bei Containern häufig zu Überladungen kommt, kann schon die Aufnahme eines zweiten 20-Fuß-Containers (TEU) zur Überladung des Lkw führen.
Kommt es aufgrund einer Überladung zu einem Unfall besteht zusätzlich die Möglichkeit der in Regressnahme durch die eigene Haftpflichtversicherung, Zivilrechtlich kann auf eine Teilschuld erkannt werden.
Nach schweren Lkw-Unfällen, insbesondere bei Lkw-Auffahrunfällen, wird das Überladen und seine Folgen meist als Straftat abgehandelt. In Medienberichten wurde nach Auffahrunfällen wiederholt auf tatsächliche oder vermutete Überladungen und überlastete Bremsanlagen hingewiesen.

## Schienenverkehr

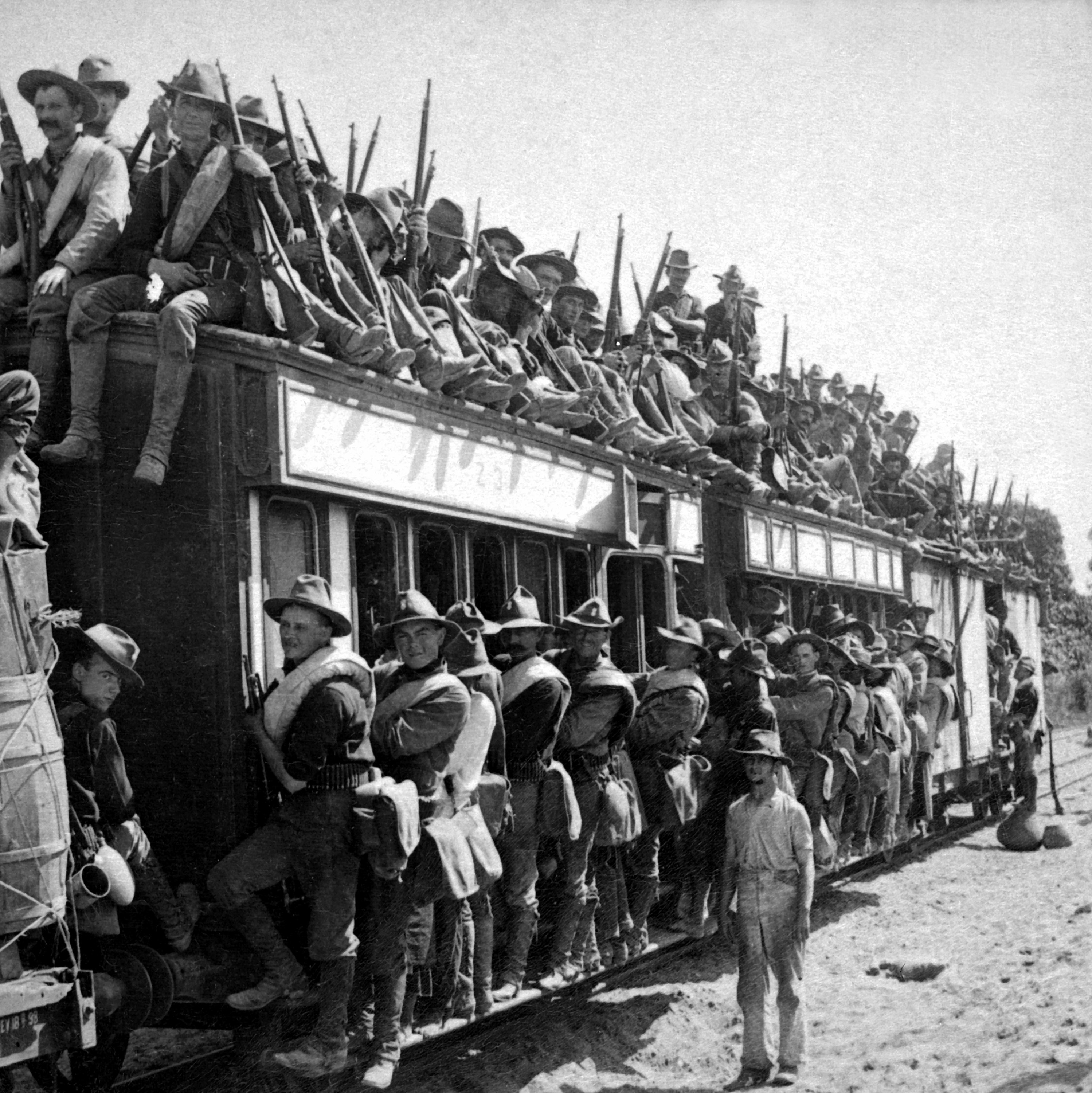
Überladener Personenzug in den USA (1900)

Bei der Bahn arbeitet man mit den sogenannten Streckenklassen. Das heißt, jeder Strecke ist eine höchstzulässige Meterlast und Achslast zugewiesen. Diese darf im Regelfall nicht überschritten werden. Unter Umständen kann ein Zug/Wagen mit einer höheren Achslast oder Meterlast als außergewöhnliche Sendung befördert werden (beispielsweise mit reduzierter Geschwindigkeit über eine Brücke mit zu schwacher Meterlast, Einreihung zwischen leeren Wagen).
Ein Güterwagen gilt als überladen, wenn er schwerer beladen ist, als die zur Strecke gehörenden Streckenklassen es zulassen. Diese höchstzulässigen Gewichte sind am Wagen mit dem Lastgrenzenraster angeschrieben. Hierbei ist das schwächste, kleinste Raster aller zu befahrenden Strecken ausschlaggebend. Außerdem muss das Einzellastraster eingehalten sein, wenn dies am Wagen angegeben ist.
Überladene Güterwagen werden von der Bahn nicht angenommen und an den Kunden zurückgewiesen. Wird bei einem Wagen unterwegs eine Überladung festgestellt, muss gemäß dem Allgemeinen Vertrag für die Verwendung von Güterwagen (AVV) der Wagen ausgesetzt und die Ladung durch den Verlader reguliert werden. In solchen Fällen wird in der Regel meist ab- oder umgeladen.
Wagen, die über ihre konstruktiv zulässige Ladegrenze beladen wurden, sind gemäß AVV auszusetzen, zu entladen und besonders zu behandeln. Wenn bestimmte Radsatzgewichte überschritten sind, müssen die betroffenen Radsätze getauscht werden. Konstruktiv überladene Wagen sind an dem zu geringen Federspiel oder an zu tiefen Pufferständen ersichtlich.
Zur Überwachung werden in der Schweiz fest installierte Zugkontrolleinrichtungen verwendet. Diese können während der vollen Fahrt eines Zuges die Radsatzdrücke dynamisch erfassen und geben bei Überschreitung der allgemein zulässigen Radsatzlast oder einem Missverhältnis der einzelnen Raddrücke beim selben Wagen Alarm. So darf gemäß Verladerichtlinie des Internationalen Eisenbahnverbands UIC beispielsweise ein Wagen mit Einzelradsätzen kein Achsdruckverhältnis größer als 2:1 aufweisen. Bei einem Wagen mit Drehgestellen ist ein Verhältnis von 3:1 zulässig. Seitlich ist eine maximale Abweichung des Raddruckes von 1,25:1 zulässig. Neben einem Ladefehler kann eine Abweichung der Einzelraddrücke auch auf einen Schaden am Fahrwerk hinweisen (z. B. eine gebrochene Feder).

## Schiffsverkehr
Analog zum Straßenverkehr führt die Wasserschutzpolizei, oder andere zuständigen Behörden Kontrollen von Schiffen durch. Verstöße werden hier ebenfalls mit Bußgeldern geahndet. Dies kann sowohl bei Passagierschiffen als auch bei Güterschiffen passieren. Überladene Schiffe können bei Kontrollen beispielsweise an zu viel Tiefgang erkannt werden. Eine Überladung kann bereits vorliegen, ohne dass die Freibordmarken dies anzeigen, wenn die vorgegebenen Abladetiefen für bestimmte Wasserstraßen überschritten werden. Kann ein überladenes Schiff keinen Ballast ablassen, muss Ladung abgegeben werden.
In Ausnahmefällen, wie zum Beispiel bei Sondertransporten erteilen die zuständigen Stellen der Bundesbehörden Sondergenehmigungen.

## Luftfahrt
In der Luftfahrt werden Überladungen möglichst vermieden, da dadurch eine Verschiebung des Schwerpunktes zu Stande kommen könnte, was die Manövrierbarkeit einschränkt bzw. unmöglich macht und deshalb zu Abstürzen führen kann (vgl. US-Airways-Express-Flug 5481). Deshalb werden von den Herstellern bei der Beladungsangabe immer Toleranzbereiche einbezogen, da die Gewichtsberechnung teilweise auf Schätzwerten bzw. Durchschnittswerten beruht.

## Wirtschaftliche Aspekte
Das Verkehrsangebot der Verkehrsunternehmen wird durch deren Transportkapazität begrenzt. Auf dem Verkehrsmarkt sind alle Transportmittel aus technischen und/oder Sicherheitsgründen mit einer begrenzten Kapazität ausgestattet. Im Personenverkehr ist dies die Sitzplatzkapazität (Fernbusse, Fernzüge, Flugzeuge, Passagierschifffahrt, Seilbahnen, Taxis), nur bei wenigen Transportmitteln mit Stehplätzen (Omnibusse im Nahverkehr, Straßenbahnen, Regionalzüge) ist die maximale Anzahl von Passagieren variabel. Im Güterverkehr ist der Laderaum ausnahmslos begrenzt (Frachtschifffahrt, Güterkraftverkehr, Luftfrachtverkehr, Schienengüterverkehr). Zu Zeiten der Spitzenlast kann dies dazu führen, dass Fahrgäste/Passagiere oder Frachtgut im Linienverkehr aus Kapazitätsgründen nicht befördert und damit die Verkehrsnachfrage teilweise nicht befriedigt werden kann (siehe Problem des Handlungsreisenden). Je sicherer die Daten über die künftige Verkehrsnachfrage sind, umso eher kann die Transportkapazität darauf angepasst werden. Das kann technisch durch Großraumbusse oder Großraumflugzeuge oder wirtschaftlich durch Erhöhung der Taktfrequenz erreicht werden. Gelingt dies nicht, kommt es – wie im gesamten Dienstleistungssektor – zu Wartelisten oder Warteschlangen.   
Bei Transportmitteln mit Stehplätzen oder im Güterverkehr ist eine Überladung möglich, die wirtschaftlich eine Übernutzung darstellt. Diese ist verkehrsrechtlich verboten. Da die Verkehrsunternehmen eine derartige Übernutzung offiziell nicht akzeptieren dürfen, profitieren sie daran nicht durch höhere Erlöse. Übernutzung im Personenverkehr ist meist eine Beförderungserschleichung.